# Pselliophora kershawi
Pselliophora kershawi är en tvåvingeart som beskrevs av Alexander 1923. Pselliophora kershawi ingår i släktet Pselliophora och familjen storharkrankar. Inga underarter finns listade i Catalogue of Life.